# Optyka kwantowa
Optyka kwantowa – dział fizyki stosujący mechanikę kwantową do opisu zjawisk z uczestnictwem światła oraz jego oddziaływań z materią.

## Historia optyki kwantowej
Światło jest złożone z cząstek zwanych fotonami i z tego powodu ma naturę „ziarnistą” (skwantowaną). Optyka kwantowa obejmuje badania natury i skutków działania światła pod postacią skwantowaną, a więc fotonów. Jako pierwszy na możliwość istnienia cząsteczkowej postaci światła wskazał Max Planck, który w roku 1899 sporządził poprawny model promieniowania ciała doskonale czarnego, dzięki założeniu, że wymiana energii pomiędzy światłem a materią może odbywać się tylko w nieciągłych (dyskretnych) ilościach, które określił mianem „kwantów”. Nie było wówczas wiadomo, czy przyczyna tych nieciągłości leży po stronie materii, czy też światła. W roku 1905 Albert Einstein opublikował teorię zjawiska fotoelektrycznego. Okazało się, że jedyne możliwe wyjaśnienie efektu wymagało zapostulowania istnienia cząstek światła, zwanych fotonami. Później Niels Bohr wykazał, że również w przypadku budowy atomów mamy do czynienia ze zjawiskami kwantowymi, tzn. że są one w stanie emitować jedynie dyskretne ilości (porcje) energii. Zrozumienie natury oddziaływań pomiędzy światłem a materią, wynikające z tych badań nie tylko stanowiło fundament optyki kwantowej, ale również odegrało kluczową rolę w rozwoju całej mechaniki kwantowej. Jednak dziedziny mechaniki kwantowej zajmujące się oddziaływaniami pomiędzy światłem a materią sklasyfikowano jako podkategorię badań nad naturą materii, a nie światła, dlatego mówiło się raczej o fizyce atomowej i elektronice kwantowej.
Sytuacja uległa zmianie wraz z wynalezieniem masera w roku 1953, a następnie lasera w roku 1960. Nauka o laserze, obejmująca np. spójne wiązki światła, stała się poważnym obszarem badań, a mechanika kwantowa, stanowiąca fundament zasad działania lasera, doczekała się głębokich studiów ze szczególnym naciskiem na właściwości światła. Termin „optyka kwantowa” stał się nazwą zwyczajową.
Jako że nauka o laserze wymagała solidnych podstaw teoretycznych, a także ze względu na obiecujące wyniki badań, zainteresowanie optyką kwantową szybko wzrosło. W następstwie opracowań Diraca na temat kwantowej teorii pola, George Sudarshan, Roy J. Glauber, i Leonard Mandel w latach 50. i 60. zastosowali teorię kwantową do opisu pola elektromagnetycznego, by uzyskać bardziej szczegółowe wyjaśnienie fotodetekcji oraz statystyki światła (patrz: stopień koherencji). Doprowadziło to do wprowadzenia pojęcia stanu koherentnego jako kwantowego opisu światła laserowego i udowodnienia, że niektóre stany światła nie mogą być wyjaśnione przy użyciu teorii falowej. W roku 1977 Kimble zaprezentował pierwsze źródło światła, którego zasady funkcjonowania wymagały opisu kwantowego: był to pojedynczy atom, który emitował pojedynczy foton w danym czasie. Dało to niezbity dowód tezy mówiącej, że światło składa się z fotonów. Wkrótce potem pojawiła się koncepcja kolejnego kwantowego stanu światła, posiadającego przewagę nad jakimkolwiek stanem klasycznym – stanu ściśniętego. W tym samym czasie uzyskanie krótkich oraz ultrakrótkich impulsów laserowych – wytworzonych dzięki technikom Q-switching oraz synchronizacji modów – otworzyło drogę do badań nad niewyobrażalnie szybkimi procesami fizycznymi.
Opracowano ponadto metody zastosowania zjawisk kwantowych do analizy struktury ciał stałych (Spektroskopia Ramana), a poza tym przeanalizowano mechaniczny wpływ światła na obiekty materialne. Studia nad interakcjami między światłem a materią doprowadziły do eksperymentów, obejmujących pozycjonowanie i lewitowanie chmur atomowych, a nawet drobnych próbek biologicznych w pułapkach optycznych oraz szczypcach optycznych przy zastosowaniu wiązki światła laserowego. Razem z tzw. wychładzaniem dopplerowskim techniki te stanowiły niezbędny pomost do osiągnięcia słynnego kondensatu Bosego-Einsteina.
Do kolejnych znaczących osiągnięć można zaliczyć: prezentację stanu splątanego, kwantowej teleportacji i (ostatnio, w 1995 roku) kwantowych bramek logicznych. Te ostatnie stanowią przedmiot zainteresowania teorii kwantowej informacji – zagadnienia, które po części wywodzi się z optyki kwantowej, a po części – z informatyki teoretycznej.
Aktualne obszary zainteresowań w środowisku naukowców obejmują m.in.: parametryczny podział częstości światła, parametryczną oscylację, coraz krótsze (rzędu attosekund) impulsy światła, zastosowanie optyki kwantowej w dziedzinie informacji kwantowej, operacje na pojedynczych atomach, kondensaty Bosego-Einsteina, ich zastosowanie oraz możliwości ich obróbki itd.
Dział optyki kwantowej, którego celem jest opracowanie sposobu wykorzystania fotonów do przesyłania informacji i wykonywania obliczeń często nazywany jest fotoniką (aby podkreślić fakt, że fotony i fotonika w przyszłości przejmą rolę dzisiejszej elektroniki).

## Koncepcje optyki kwantowej
Zgodnie z założeniami mechaniki kwantowej, światło możemy rozpatrywać nie tylko pod postacią fali elektromagnetycznej, ale także jako „strumień” cząstek zwanych fotonami, które poruszają się w próżni z prędkością c (zwaną prędkością światła).
Cząstek tych nie powinno się traktować jak klasycznych „kul bilardowych”, lecz jako obiekty wywodzące się z mechaniki kwantowej, opisywane przez funkcję falową. Każda z cząstek jest nośnikiem energii o wartości równej hf, gdzie h jest stałą Plancka, natomiast f oznacza częstotliwość światła. Postulat kwantyzacji światła, postawiony przez Plancka w roku 1899 oraz ogólne potwierdzenie jego poprawności przez Alberta Einsteina w pracy wyjaśniającej efekt fotoelektryczny (1905) wkrótce uświadomiły fizykom możliwość dokonania inwersji obsadzeń oraz możliwość zbudowania lasera.
Pewien sposób zastosowania mechaniki statystycznej stał się podstawą większości koncepcji optyki kwantowej: światło jest przedstawiane w kategoriach operatorów polowych kreacji i anihilacji fotonów – np. w języku elektrodynamiki kwantowej.
Jak stwierdził w roku 1963 Roy J. Glauber, często spotykanym stanem pola świetlnego jest stan koherentny. Stan ten, który można wykorzystać do przybliżonego opisu wyjścia lasera znacznie powyżej progu lasera, wykazuje rozkład Poissona odnośnie do liczby fotonów. Poprzez pewną liczbę oddziaływań nieliniowych, stan koherentny może zostać przekształcony w ściśnięty stan koherentny, który może reprezentować statystykę większą lub mniejszą niż w rozkładzie Poissona. Światło takie nazywamy światłem ściśniętym. Inne istotne zjawiska kwantowe związane są z powiązaniami statystyk fotonów między różnymi wiązkami światła. Na przykład parametryczne procesy nieliniowe mogą wygenerować tzw. bliźniacze wiązki, w których każdy foton z jednej wiązki jest skorelowany z fotonem z innej wiązki.
Atomy można uważać za kwantowe oscylatory o dyskretnym (nieciągłym) rozkładzie energii, przy czym przejścia między własnymi stanami energetycznymi są zależne od pochłaniania bądź emisji światła zgodnie z teorią Einsteina, gdzie moc oscylatora powiązana jest z liczbami kwantowymi stanów.
Dla materii w stanie stałym wykorzystuje się modele pasm energii zaczerpnięte z fizyki ciała stałego. Jest to istotne, jako że zrozumienie technik wykrywania światła (zwyczajowo za pomocą pochłaniania go przez urządzenia zbudowane z materii w stanie stałym) jest niezbędne do zrozumienia przebiegu i wyników doświadczeń.